# Saint-Siméon (Sena i Marne)
Saint-Siméon és un municipi francès, situat al departament de Sena i Marne i a la regió de Illa de França. L'any 2007 tenia 836 habitants.
Forma part del cantó de Coulommiers, del districte de Provins i de la Comunitat de comunes dels Deux Morin.

## Demografia

### Població
El 2007 la població de fet de Saint-Siméon era de 836 persones. Hi havia 315 famílies, de les quals 63 eren unipersonals (24 homes vivint sols i 39 dones vivint soles), 110 parelles sense fills, 126 parelles amb fills i 16 famílies monoparentals amb fills.
La població ha evolucionat segons el següent gràfic:
Habitants censats

### Habitatges
El 2007 hi havia 428 habitatges, 313 eren l'habitatge principal de la família, 79 eren segones residències i 36 estaven desocupats. 358 eren cases i 68 eren apartaments. Dels 313 habitatges principals, 276 estaven ocupats pels seus propietaris, 33 estaven llogats i ocupats pels llogaters i 5 estaven cedits a títol gratuït; 1 tenia una cambra, 19 en tenien dues, 29 en tenien tres, 88 en tenien quatre i 177 en tenien cinc o més. 254 habitatges disposaven pel capbaix d'una plaça de pàrquing. A 113 habitatges hi havia un automòbil i a 180 n'hi havia dos o més.

### Piràmide de població
La piràmide de població per edats i sexe el 2009 era:
| Homes | Edats   | Dones |
| ----- | ------- | ----- |
| 0     | 95 o +  | 4     |
| 8     | 90 a 94 | 0     |
| 0     | 85 a 89 | 4     |
| 12    | 80 a 84 | 12    |
| 16    | 75 a 79 | 20    |
| 8     | 70 a 74 | 20    |
| 12    | 65 a 69 | 24    |
| 8     | 60 a 64 | 4     |
| 20    | 55 a 59 | 20    |
| 52    | 50 a 54 | 32    |
| 16    | 45 a 49 | 24    |
| 32    | 40 a 44 | 40    |
| 16    | 35 a 39 | 28    |
| 32    | 30 a 34 | 20    |
| 20    | 25 a 29 | 8     |
| 20    | 20 a 24 | 16    |
| 32    | 15 a 19 | 36    |
| 36    | 10 a 14 | 24    |
| 12    | 5 a 9   | 12    |
| 8     | 0 a 4   | 12    |

## Economia
El 2007 la població en edat de treballar era de 545 persones, 413 eren actives i 132 eren inactives. De les 413 persones actives 379 estaven ocupades (204 homes i 175 dones) i 34 estaven aturades (14 homes i 20 dones). De les 132 persones inactives 56 estaven jubilades, 43 estaven estudiant i 33 estaven classificades com a «altres inactius».

### Ingressos
El 2009 a Saint-Siméon hi havia 325 unitats fiscals que integraven 856 persones, la mediana anual d'ingressos fiscals per persona era de 20.359 €.

### Activitats econòmiques
Dels 24 establiments que hi havia el 2007, 2 eren d'empreses alimentàries, 1 d'una empresa de fabricació d'altres productes industrials, 4 d'empreses de construcció, 6 d'empreses de comerç i reparació d'automòbils, 2 d'empreses d'hostatgeria i restauració, 1 d'una empresa financera, 3 d'empreses immobiliàries, 1 d'una empresa de serveis, 2 d'entitats de l'administració pública i 2 d'empreses classificades com a «altres activitats de serveis».
Dels 5 establiments de servei als particulars que hi havia el 2009, 1 era un taller de reparació d'automòbils i de material agrícola, 1 guixaire pintor, 1 fusteria, 1 electricista i 1 agència immobiliària.
L'únic establiment comercial que hi havia el 2009 era una fleca.
L'any 2000 a Saint-Siméon hi havia 12 explotacions agrícoles que ocupaven un total de 909 hectàrees.

## Equipaments sanitaris i escolars
El 2009 hi havia una escola elemental integrada dins d'un grup escolar amb les comunes properes formant una escola dispersa.

## Poblacions més properes
El següent diagrama mostra les poblacions més properes.